# EHF-Europapokal der Pokalsieger der Frauen 2004/05
Am EHF-Europapokal der Pokalsieger 2004/05 nahmen 34 Handball-Vereinsmannschaften aus 29 Ländern teil. Diese qualifizierten sich in der vorangegangenen Saison in ihren Heimatländern im Pokalwettbewerb für den Europapokal oder kamen als Drittplatzierte der Gruppenphase aus der Champions League 2004/05 dazu. Bei der 29. Austragung des Pokalsiegerwettbewerbs konnte mit Larvik HK zum dritten Mal eine Mannschaft aus Norwegen den Pokal gewinnen.

## 2. Runde
Da die Europäische Handballföderation die Rundenbezeichnungen aller Clubwettbewerbe vereinheitlichte und das Starterfeld im Cup der Pokalsieger relativ klein war, begann dieser erst mit den Spielen der 2. Runde.
Die Hinspiele der 2. Runde fanden zwischen dem 7. und 16. Oktober und die Rückspiele zwischen dem 8. und 17. Oktober 2004 statt.
|                                | Gesamt    |                                | Hinspiel  | Rückspiel |
| ------------------------------ | --------- | ------------------------------ | --------- | --------- |
| Váci NK                        | 62:41     | RK Borac Banja Luka            | 30:18     | 32:23     |
| ŽRK Tutunski Kombinat Prilep   | (1)       | L'Altecoen De Gasperi Enna     | -:-       | -:-       |
| ABU Baku                       | 48:67     | 1. FC Nürnberg                 | 23:32     | 25:35 (2) |
| Openline V & L Geleen          | 37:63     | KS Zgoda Ruda Śląska           | 20:30     | 17:33     |
| A.C. Ormi Patras               | 46:46 (3) | Spartak Kiew                   | 30:25     | 16:21     |
| CS Rapid CFR Bukarest          | 88:63     | Gorodnichanka Grodno           | 42:32     | 46:31 (4) |
| C.S. Baracuda Handball         | 038:104   | CB Cementos La Unión Ribarroja | 18:53 (5) | 20:51     |
| Havelsan Ankara                | 75:52     | LC Brühl Handball St. Gallen   | 40:29     | 35:23     |
| Larvik HK                      | 97:24     | Etar Weliko 64 Tarnowo         | 47:11     | 50:13 (6) |
| ŠKP Banská Bystrica            | 50:46     | ŽRK Kikinda                    | 29:24     | 21:22     |
| SPES Kefalovrysos              | 36:82     | Kuban Krasnodar                | 17:44     | 19:38 (7) |
| FCK Håndbold                   | 79:27     | CD Gil Eanes-Lagos             | 41:14     | 38:13 (8) |
| ŽRK Podravka Vegeta Koprivnica | 59:43     | Team Eslövs IK                 | 28:18     | 31:25     |
| ZV McDonald’s Wiener Neustadt  | 44:43     | RK Celeia Žalec                | 26:24     | 18:19     |

Durch ein Freilos zogen ESBF Besançon und SK Aarhus Håndbold direkt in die 3. Runde ein.

## 3. Runde
Die Hinspiele der 3. Runde fanden vom 7. und 15. Januar und die Rückspiele vom 8. und 16. Januar 2005 statt.
|                                | Gesamt |                                | Hinspiel   | Rückspiel  |
| ------------------------------ | ------ | ------------------------------ | ---------- | ---------- |
| Kuban Krasnodar                | 51:59  | 1. FC Nürnberg                 | 22:27      | 29:32      |
| ŠKP Banská Bystrica            | 51:69  | CS Rapid CFR Bukarest          | 28:31      | 23:38      |
| ŽRK Podravka Vegeta Koprivnica | 74:49  | CB Cementos La Unión Ribarroja | 37:22      | 37:27 (9)  |
| ZV McDonald’s Wiener Neustadt  | 43:63  | SK Aarhus Håndbold             | 24:29      | 19:34      |
| ŽRK Tutunski Kombinat Prilep   | 37:69  | Váci NK                        | 18:32 (10) | 19:37      |
| FCK Håndbold                   | 67:40  | KS Zgoda Ruda Śląska           | 34:19      | 33:21 (11) |
| Havelsan Ankara                | 71:70  | Spartak Kiew                   | 46:37      | 25:33      |
| Larvik HK                      | 56:45  | ESBF Besançon                  | 26:23      | 30:22      |

## 4. Runde
In der 4. Runde fanden die Hinspiele vom 12. und 19. Februar und die Rückspiele am 19. und 20. Februar 2005 statt.
|                    | Gesamt |                                | Hinspiel   | Rückspiel |
| ------------------ | ------ | ------------------------------ | ---------- | --------- |
| 1. FC Nürnberg     | 58:44  | Váci NK                        | 32:25 (12) | 26:19     |
| Havelsan Ankara    | 79:81  | CS Rapid CFR Bukarest          | 38:37      | 41:44     |
| FCK Håndbold       | 50:61  | Larvik HK                      | 26:32      | 24:29     |
| SK Aarhus Håndbold | 44:56  | ŽRK Podravka Vegeta Koprivnica | 27:27      | 17:29     |

## Viertelfinale
Im Viertelfinale kamen aus der Champions League die dort ausgeschiedenen vier Drittplatzierten der Gruppenphase dazu. Die Hinspiele fanden vom 12. und 13. März und die Rückspiele am 19. und 20. März 2005 statt.
|                                | Gesamt |                       | Hinspiel | Rückspiel |
| ------------------------------ | ------ | --------------------- | -------- | --------- |
| Tertnes IL                     | 62:52  | CS Rapid CFR Bukarest | 40:24    | 22:28     |
| 1. FC Nürnberg                 | 60:57  | GK Lada Toljatti      | 38:29    | 22:28     |
| Dinamo AQUA Wolgograd          | 57:63  | Larvik HK             | 28:27    | 29:36     |
| ŽRK Podravka Vegeta Koprivnica | 68:62  | CBM Astroc Sagunto    | 39:30    | 29:32     |

## Halbfinale
Im Halbfinale fanden die Hinspiele am 9. April und die Rückspiele am 16. April 2005 statt.
|                | Gesamt |                                | Hinspiel | Rückspiel |
| -------------- | ------ | ------------------------------ | -------- | --------- |
| Tertnes IL     | 44:63  | Larvik HK                      | 24:32    | 20:31     |
| 1. FC Nürnberg | 58:68  | ŽRK Podravka Vegeta Koprivnica | 31:31    | 27:37     |

## Finale
Das Hinspiel fand am 14. Mai 2005 in der Sport Hall Fran Galovic von Koprivnica und das Rückspiel am 21. Mai 2005 im Brunstad Conference Center von Stokke statt.
|                                | Gesamt |           | Hinspiel | Rückspiel |
| ------------------------------ | ------ | --------- | -------- | --------- |
| ŽRK Podravka Vegeta Koprivnica | 53:68  | Larvik HK | 26:31    | 27:37     |